# レスリー・ハワード
レスリー・ハワード（Leslie Howard, 本名: Leslie Howard Stainer、1893年4月3日 – 1943年6月1日）は、イギリスの俳優。典型的なイギリス紳士役を得意とした。息子に俳優のロナルド・ハワードがいる。

## 経歴

### デビュー
レスリー・ハワードは1893年、ロンドン南東、クリスタル・パレス界隈のアッパー・ノーウッド（en, 現在のサザーク区南端）で、裕福なユダヤ系ハンガリー人の株式仲買人の父、ユダヤ系イギリス人の母との間に生まれた。大学卒業後は銀行で働いていたが、第一次世界大戦で戦争疲労症になる。その治療の一環として芝居に出ることを医師に勧められる。甘いマスクと長身でスリムな体型で、舞台にでトップスターとしての地位を築き上げ、映画にもたびたび出演した。
1933年のロマンティック・コメディ『バークレー・スクエア』では、アカデミー賞に初ノミネート。翌年の『痴人の愛』では、セクシーで不思議なヒロインを演じたベティ・デイヴィスと共にまたもや注目される。冒険活劇『紅はこべ』では正義のヒーロー、紅はこべを演じた。この撮影中に、アレクサンダー・コルダ夫人のマール・オベロンと不倫関係になった。
1936年には、ハンフリー・ボガートとの舞台作品『化石の森』が映画化され、自由奔放な主役アラン役を演じた。ヒロイン役は再共演のベティ・デイヴィスだった。当初、悪役マンティ役はエドワード・G・ロビンソンの予定だったが、ハワードはボガートを推して「彼が出演しなければ自分もしない」とスタジオを説得した。ボガートはこの悪役が出世作となり、彼はこの恩は決して忘れず、ローレン・バコールとの娘が生まれると「レスリー・ハワード・ボガート」と名付けた。同年に『ロミオとジュリエット』にも出演し、43歳にしてティーンエイジャーの役を演じた。
1938年にはハワードの代表作のひとつとなった『ピグマリオン』（後に『マイ・フェア・レディ』としてリメイクされる映画）に主演。主役のヒギンズ教授を演じアカデミー賞主演男優賞にノミネート、ヴェネツィア国際映画祭では主演男優賞を受賞した。
翌1939年、大作『風と共に去りぬ』に出演、ヒロインのスカーレット・オハラが妄執する美男、アシュレー・ウィルクスを演じた。誠実だが気の弱いアシュレー役にハワードは最適だった。

### 非業の死
イギリスに戻り、何作もの作品に出演していたが第二次世界大戦が勃発。各地で兵士達を応援する講演のため飛び回った。1943年6月1日 、ハワードが搭乗したポルトガルのリスボン発イギリスのホワイトチャーチ行きのBOAC777便（ダグラスDC-3、機体記号G-AGBB）は、ビスケイ湾の公海上でドイツ空軍のユンカースJu 88に攻撃され墜落。この事件でハワードを含む乗員乗客17人全員が死亡した（レスリー・ハワード搭乗機誤撃事件）。
第二次世界大戦当時のポルトガルは中立国で、リスボンは枢軸国と連合国の捕虜交換の拠点となっており、そのため各国のスパイが暗躍する舞台となっていた。事故当時イギリスのチャーチル首相は仏領アルジェリアのアルジェを訪問中で、たまたまハワードのマネージャーがチャーチルとよく似た年格好をしており、またハワード本人も首相のボディガードとよく似ていたため、ドイツのスパイがこの二人をイギリスへの帰途にある首相一行だと誤認、事故機を首相搭乗機として追撃したものといわれる。
なおドイツ諜報部はハワード本人にもスパイ活動をしている疑いをかけていたが、実際にそのような事実があったことを裏付ける資料はない。

## 主な出演作品
| 公開年 | 邦題 原題                                       | 役名                                   | 備考                                       |
| ------ | ----------------------------------------------- | -------------------------------------- | ------------------------------------------ |
| 1931   | 南の誘惑 Never the Twain Shall Meet             | ダン                                   |                                            |
| 1931   | 自由の魂 A Free Soul                            | ドワイト・ウィンスロップ               |                                            |
| 1932   | 永遠に微笑む Smilin' Through                    | サー・ジョン・カーテレット             |                                            |
| 1933   | 秘密 Secrets                                    | ジョン・カールトン                     |                                            |
| 1933   | 戦線の嵐 Captured!                              | フレッド・アリソン                     |                                            |
| 1933   | バークレー・スクエア Berkeley Square            | ピーター・スタンディッシュ             |                                            |
| 1934   | 痴人の愛 Of Human Bondage                       | フィリップ                             |                                            |
| 1934   | 紅はこべ The Scarlet Pimpernel                  | サー・パーシー・ブレイクニー           |                                            |
| 1936   | 化石の森 The Petrified Forest                   | アラン                                 |                                            |
| 1936   | ロミオとジュリエット Romeo and Juliet           | ロミオ                                 |                                            |
| 1937   | 恋愛合戦 It's Love I'm After                    | バジル・アンダーウッド                 |                                            |
| 1937   | 身代り花形 Stand-In                             | アターベリー・ドッド                   |                                            |
| 1938   | ピグマリオン Pygmalion                          | ヘンリー・ヒギンス教授                 | 監督・出演 ヴェネチア国際映画祭男優賞 受賞 |
| 1939   | 別離 Intermezzo: A Love Story                   | ホルガー・ブラント                     |                                            |
| 1939   | 風と共に去りぬ Gone with the Wind               | アシュレイ・ウィルクス                 |                                            |
| 1941   | 潜水艦轟沈す 49th Parallel                      | フィリップ・アームストロング・スコット |                                            |
| 1941   | 'Pimpernel' Smith (イギリス映画)                | ホレイシオ・スミス教授                 | 監督・製作・主演                           |
| 1942   | 迎撃戦闘機スピットファイア The First of the Few | R・J・ミッチェル                       | 監督・製作・出演                           |

## 参照
1. ↑  "ASN Aircraft accident Douglas DC-3-194 G-AGBB Bay of Biscay." Aviation Safety Network. Retrieved 23 July 2010.
2. ↑  "Casualty details: Leslie Howard." Commonwealth War Graves Commission (CWGC). Retrieved 4 August 2010.
3. ↑  Wilkes, Donald E., Jr. "The Assassination of Ashley Wilkes." Archived 2012年1月11日, at the Wayback Machine. The Athens Observer, 8 June 1995 p. 7A, via law.uga.edu.  Retrieved 23 July 2010.